# Walter Lippmann
Walter Lippmann, född 23 september 1889 i New York, död 14 december 1974 i New York, var en amerikansk politiker samt politisk och filosofisk författare.

## Biografi
Walter Lippmann var under sin samtid en av New Yorks mera kända journalister och var 1931–1967 medarbetare i New York Herald Tribune. Han deltog som sekreterare åt Edward Mandell House i förarbetet till fredskonferensen 1919. Lippmanns mest kända arbete är A preface to morals (1929, svensk översättning Västerlandets räddning, 1931). Han utredde där möjligheterna för en moral, som inte är religiöst grundad utan håller sig till den närvarande verkligheten, det vill säga människans natur och den henne omgivande miljön. Han var också banbrytande i sin kritik av medier och opinionsbildning, mest känt kanske i boken Public Opinion, 1922.